# Giải bóng đá Ngoại hạng Anh 1994–95
Giải bóng đá Ngoại hạng Anh mùa giải 1994-95 (được gọi là FA Carling Premiership vì lý do tài trợ) là mùa giải thứ ba của giải đấu, kể từ khi thành lập vào năm 1992 là giải đấu hàng đầu của bóng đá chuyên nghiệp ở Anh. Do quyết định giảm số lượng câu lạc bộ ở Premier League từ 22 xuống 20 bắt đầu từ mùa giải tới, tổng cộng bốn câu lạc bộ sẽ phải xuống hạng sau khi kết thúc mùa giải.

## Tổng quan

### Chuyển nhựng
Ngay trước khi mùa giải bắt đầu, kỷ lục chuyển nhượng của Anh đã bị phá khi Blackburn Rovers trả 5 triệu bảng cho tiền đạo 21 tuổi của câu lạc bộ Norwich City là Chris Sutton. Nhưng kỷ lục đó lại bị phá vỡ vào tháng 1 khi Manchester United trả 6 triệu bảng cho Newcastle United của Andy Cole, trong một thỏa thuận khác của Quỷ đỏ cũng có giá 1 triệu bảng Keith Gillespie chuyển đến Newcastle. Những vụ chuyển nhượng quan trọng khác trước và trong mùa giải 1994–95 bao gồm: Vinny Samways ( từ Tottenham sang Everton với giá 2 triệu bảng), David Rocastle ( từ Manchester City đến Chelsea với giá 1,25 triệu bảng), Jürgen Klinsmann ( từ Monaco đến Tottenham Hotspur với giá 2 triệu bảng), John Scales ( từ Wimbledon đến Liverpool với giá 3 triệu bảng) và Paul Kitson ( từ Derby County đến Newcastle United với giá 2,2 triệu bảng).

### Tổng kết
Danh hiệu vô địch thuộc về Blackburn Rovers, đội có danh hiệu cuối cùng là vào năm 1914, và cũng là danh hiệu lớn đầu tiên của Blackburn sau 67 năm (danh hiệu cuối cùng là FA Cup 1927-28).	Đội bóng của Kenny Dalglish đã giành được chức vô địch vào ngày cuối cùng của mùa giải mặc dù thua 1-2 trước câu lạc bộ cũ Liverpool nhưng vì Manchester United chỉ có thể có được trận hòa 1-1 trước West Ham.	Điều này có nghĩa là Blackburn Rovers đã đủ điều kiện tham dự UEFA Champions League lần đầu tiên trong lịch sử của họ, trong khi Manchester United đứng thứ hai với một suất UEFA Cup. Đội đầu bảng chỉ hơn đội nhì bảng đúng 1 điểm, trong hơn nửa mùa giải, họ có khoảng cách rất lớn về điểm số giữa họ và phần còn lại của giải đấu, bất chấp Nottingham Forest, Liverpool và Newcastle United nhanh chóng đứng đầu giải đấu trong ba tháng đầu mùa giải.
Cũng đủ điều kiện tham dự UEFA Cup còn có Nottingham Forest (đội đứng thứ ba trong mùa giải đầu tiên trở lại Premier League), Liverpool (đội về thứ tư và giành được League Cup trong mùa giải đầy đủ đầu tiên của câu lạc bộ khi Roy Evans làm huấn luyện viên trưởng) và xếp thứ năm trên bảng xếp hạng là đội Leeds United.
Số đội trong giải đấu trong năm tiếp theo sẽ giảm xuống còn 20. Điều này đạt được bằng cách tăng số đội phải xuống hạng lên bốn và giảm số đội được thăng hạng từ Division 1 xuống còn hai.

## Danh sách các đội tham gia
22 đội thi đấu trong giải đấu Ngoại hạng Anh – 19 đội đứng đầu mùa giải trước và 3 đội thăng hạng từ First Division. Các đội được thăng hạng là Crystal Palace, Nottingham Forest (cả hai đội đều trở lại giải đấu hàng đầu sau một mùa giải vắng mặt) và Leicester City (trở lại sau bảy năm vắng bóng ở giải đấu hàng đầu). Đây cũng là mùa giải đầu tiên Leicester City có mặt tại Premier League. Họ thay thế Sheffield United, Oldham Athletic và Swindon Town, những đội đã xuống hạng chơi ở giải First Division sau quãng thời gian thi đấu ở hạng đấu cao nhất lần lượt là 4, 3 và 1 năm. Đây là mùa giải cuối cùng có 22 đội vì tất cả các mùa giải sau mùa giải này đều có 20 đội.

### Sân vận động và địa điểm
| Đội                 | Địa điểm                  | Sân vận động         | Sức chứa |
| ------------------- | ------------------------- | -------------------- | -------- |
| Arsenal             | London (Highbury)         | Highbury             | 38,419   |
| Aston Villa         | Birmingham                | Villa Park           | 39,399   |
| Blackburn Rovers    | Blackburn                 | Ewood Park           | 31,367   |
| Chelsea             | London (Fulham)           | Stamford Bridge      | 36,000   |
| Coventry City       | Coventry                  | Highfield Road       | 23,489   |
| Crystal Palace      | London (Selhurst)         | Selhurst Park        | 26,309   |
| Everton             | Liverpool (Walton)        | Goodison Park        | 40,157   |
| Ipswich Town        | Ipswich                   | Portman Road         | 30,300   |
| Leeds United        | Leeds                     | Elland Road          | 40,204   |
| Leicester City      | Leicester                 | Filbert Street       | 22,000   |
| Liverpool           | Liverpool (Anfield)       | Anfield              | 42,730   |
| Manchester City     | Manchester (Moss Side)    | Maine Road           | 35,150   |
| Manchester United   | Manchester (Old Trafford) | Old Trafford         | 55,314   |
| Newcastle United    | Newcastle upon Tyne       | St James' Park       | 36,649   |
| Norwich City        | Norwich                   | Carrow Road          | 27,010   |
| Nottingham Forest   | West Bridgford            | City Ground          | 30,539   |
| Queens Park Rangers | London (Shepherd's Bush)  | Loftus Road          | 18,439   |
| Sheffield Wednesday | Sheffield                 | Hillsborough Stadium | 39,859   |
| Southampton         | Southampton               | The Dell             | 15,200   |
| Tottenham Hotspur   | London (Tottenham)        | White Hart Lane      | 36,230   |
| West Ham United     | London (Upton Park)       | Boleyn Ground        | 28,000   |
| Wimbledon           | London (Selhurst)         | Selhurst Park        | 26,309   |

1. ↑  Do Wimbledon không có sân nhà nên họ đã chơi các trận sân nhà tại Selhurst Park, sân nhà của Crystal Palace.

## Bảng xếp hạng
| VT | Đội                  | ST | T  | H  | B  | BT | BB | HS  | Đ  | Giành quyền tham dự hoặc xuống hạng           |
| -- | -------------------- | -- | -- | -- | -- | -- | -- | --- | -- | --------------------------------------------- |
| 1  | Blackburn Rovers (C) | 42 | 27 | 8  | 7  | 80 | 39 | +41 | 89 | Vòng bảng UEFA Champions League 1995-96       |
| 2  | Manchester United    | 42 | 26 | 10 | 6  | 77 | 28 | +49 | 88 | Vòng 1 1995–96 UEFA Cup                       |
| 3  | Nottingham Forest    | 42 | 22 | 11 | 9  | 72 | 43 | +29 | 77 | Vòng 1 1995–96 UEFA Cup                       |
| 4  | Liverpool            | 42 | 21 | 11 | 10 | 65 | 37 | +28 | 74 | Vòng 1 1995–96 UEFA Cup                       |
| 5  | Leeds United         | 42 | 20 | 13 | 9  | 59 | 38 | +21 | 73 | Vòng 1 1995–96 UEFA Cup                       |
| 6  | Newcastle United     | 42 | 20 | 12 | 10 | 67 | 47 | +20 | 72 |                                               |
| 7  | Tottenham Hotspur    | 42 | 16 | 14 | 12 | 66 | 58 | +8  | 62 |                                               |
| 8  | Queens Park Rangers  | 42 | 17 | 9  | 16 | 61 | 59 | +2  | 60 |                                               |
| 9  | Wimbledon            | 42 | 15 | 11 | 16 | 48 | 65 | −17 | 56 |                                               |
| 10 | Southampton          | 42 | 12 | 18 | 12 | 61 | 63 | −2  | 54 |                                               |
| 11 | Chelsea              | 42 | 13 | 15 | 14 | 50 | 55 | −5  | 54 |                                               |
| 12 | Arsenal              | 42 | 13 | 12 | 17 | 52 | 49 | +3  | 51 |                                               |
| 13 | Sheffield Wednesday  | 42 | 13 | 12 | 17 | 49 | 57 | −8  | 51 |                                               |
| 14 | West Ham United      | 42 | 13 | 11 | 18 | 44 | 48 | −4  | 50 |                                               |
| 15 | Everton              | 42 | 11 | 17 | 14 | 44 | 51 | −7  | 50 | Vòng 1 1995–96 UEFA Cup Winners' Cup          |
| 16 | Coventry City        | 42 | 12 | 14 | 16 | 44 | 62 | −18 | 50 |                                               |
| 17 | Manchester City      | 42 | 12 | 13 | 17 | 53 | 64 | −11 | 49 |                                               |
| 18 | Aston Villa          | 42 | 11 | 15 | 16 | 51 | 56 | −5  | 48 |                                               |
| 19 | Crystal Palace (R)   | 42 | 11 | 12 | 19 | 34 | 49 | −15 | 45 | Xuống chơi tại Football League First Division |
| 20 | Norwich City (R)     | 42 | 10 | 13 | 19 | 37 | 54 | −17 | 43 | Xuống chơi tại Football League First Division |
| 21 | Leicester City (R)   | 42 | 6  | 11 | 25 | 45 | 80 | −35 | 29 | Xuống chơi tại Football League First Division |
| 22 | Ipswich Town (R)     | 42 | 7  | 6  | 29 | 36 | 93 | −57 | 27 | Xuống chơi tại Football League First Division |

1. ↑  Leeds United được trao quyền tham dự UEFA Cup thông qua xếp hạng UEFA Fair Play.
2. ↑  Everton tham dự Winners' Cup khi vô địch FA Cup 1994-95.

## Kết quả chi tiết
| Nhà \ Khách         | ARS | AVL | BLB | CHE | COV | CRY | EVE | IPS | LEE | LEI | LIV | MCI | MUN | NEW | NOR | NFO | QPR | SHW | SOU | TOT | WHU | WIM |
| ------------------- | --- | --- | --- | --- | --- | --- | --- | --- | --- | --- | --- | --- | --- | --- | --- | --- | --- | --- | --- | --- | --- | --- |
| Arsenal             | —   | 0–0 | 0–0 | 3–1 | 2–1 | 1–2 | 1–1 | 4–1 | 1–3 | 1–1 | 0–1 | 3–0 | 0–0 | 2–3 | 5–1 | 1–0 | 1–3 | 0–0 | 1–1 | 1–1 | 0–1 | 0–0 |
| Aston Villa         | 0–4 | —   | 0–1 | 3–0 | 0–0 | 1–1 | 0–0 | 2–0 | 0–0 | 4–4 | 2–0 | 1–1 | 1–2 | 0–2 | 1–1 | 0–2 | 2–1 | 1–1 | 1–1 | 1–0 | 0–2 | 7–1 |
| Blackburn Rovers    | 3–1 | 3–1 | —   | 2–1 | 4–0 | 2–1 | 3–0 | 4–1 | 1–1 | 3–0 | 3–2 | 2–3 | 2–4 | 1–0 | 0–0 | 3–0 | 4–0 | 3–1 | 3–2 | 2–0 | 4–2 | 2–1 |
| Chelsea             | 2–1 | 1–0 | 1–2 | —   | 2–2 | 0–0 | 0–1 | 2–0 | 0–3 | 4–0 | 0–0 | 3–0 | 2–3 | 1–1 | 2–0 | 0–2 | 1–0 | 1–1 | 0–2 | 1–1 | 1–2 | 1–1 |
| Coventry City       | 0–1 | 0–1 | 1–1 | 2–2 | —   | 1–4 | 0–0 | 2–0 | 2–1 | 4–2 | 1–1 | 1–0 | 2–3 | 0–0 | 1–0 | 0–0 | 0–1 | 2–0 | 1–3 | 0–4 | 2–0 | 1–1 |
| Crystal Palace      | 0–3 | 0–0 | 0–1 | 0–1 | 0–2 | —   | 1–0 | 3–0 | 1–2 | 2–0 | 1–6 | 2–1 | 1–1 | 0–1 | 0–1 | 1–2 | 0–0 | 2–1 | 0–0 | 1–1 | 1–0 | 0–0 |
| Everton             | 1–1 | 2–2 | 1–2 | 3–3 | 0–2 | 3–1 | —   | 4–1 | 3–0 | 1–1 | 2–0 | 1–1 | 1–0 | 2–0 | 2–1 | 1–2 | 2–2 | 1–4 | 0–0 | 0–0 | 1–0 | 0–0 |
| Ipswich Town        | 0–2 | 0–1 | 1–3 | 2–2 | 2–0 | 0–2 | 0–1 | —   | 2–0 | 4–1 | 1–3 | 1–2 | 3–2 | 0–2 | 1–2 | 0–1 | 0–1 | 1–2 | 2–1 | 1–3 | 1–1 | 2–2 |
| Leeds United        | 1–0 | 1–0 | 1–1 | 2–3 | 3–0 | 3–1 | 1–0 | 4–0 | —   | 2–1 | 0–2 | 2–0 | 2–1 | 0–0 | 2–1 | 1–0 | 4–0 | 0–1 | 0–0 | 1–1 | 2–2 | 3–1 |
| Leicester City      | 2–1 | 1–1 | 0–0 | 1–1 | 2–2 | 0–1 | 2–2 | 2–0 | 1–3 | —   | 1–2 | 0–1 | 0–4 | 1–3 | 1–0 | 2–4 | 1–1 | 0–1 | 4–3 | 3–1 | 1–2 | 3–4 |
| Liverpool           | 3–0 | 3–2 | 2–1 | 3–1 | 2–3 | 0–0 | 0–0 | 0–1 | 0–1 | 2–0 | —   | 2–0 | 2–0 | 2–0 | 4–0 | 1–0 | 1–1 | 4–1 | 3–1 | 1–1 | 0–0 | 3–0 |
| Manchester City     | 1–2 | 2–2 | 1–3 | 1–2 | 0–0 | 1–1 | 4–0 | 2–0 | 0–0 | 0–1 | 2–1 | —   | 0–3 | 0–0 | 2–0 | 3–3 | 2–3 | 3–2 | 3–3 | 5–2 | 3–0 | 2–0 |
| Manchester United   | 3–0 | 1–0 | 1–0 | 0–0 | 2–0 | 3–0 | 2–0 | 9–0 | 0–0 | 1–1 | 2–0 | 5–0 | —   | 2–0 | 1–0 | 1–2 | 2–0 | 1–0 | 2–1 | 0–0 | 1–0 | 3–0 |
| Newcastle United    | 1–0 | 3–1 | 1–1 | 4–2 | 4–0 | 3–2 | 2–0 | 1–1 | 1–2 | 3–1 | 1–1 | 0–0 | 1–1 | —   | 3–0 | 2–1 | 2–1 | 2–1 | 5–1 | 3–3 | 2–0 | 2–1 |
| Norwich City        | 0–0 | 1–1 | 2–1 | 3–0 | 2–2 | 0–0 | 0–0 | 3–0 | 2–1 | 2–1 | 1–2 | 1–1 | 0–2 | 2–1 | —   | 0–1 | 4–2 | 0–0 | 2–2 | 0–2 | 1–0 | 1–2 |
| Nottingham Forest   | 2–2 | 1–2 | 0–2 | 0–1 | 2–0 | 1–0 | 2–1 | 4–1 | 3–0 | 1–0 | 1–1 | 1–0 | 1–1 | 0–0 | 1–0 | —   | 3–2 | 4–1 | 3–0 | 2–2 | 1–1 | 3–1 |
| Queens Park Rangers | 3–1 | 2–0 | 0–1 | 1–0 | 2–2 | 0–1 | 2–3 | 1–2 | 3–2 | 2–0 | 2–1 | 1–2 | 2–3 | 3–0 | 2–0 | 1–1 | —   | 3–2 | 2–2 | 2–1 | 2–1 | 0–1 |
| Sheffield Wednesday | 3–1 | 1–2 | 0–1 | 1–1 | 5–1 | 1–0 | 0–0 | 4–1 | 1–1 | 1–0 | 1–2 | 1–1 | 1–0 | 0–0 | 0–0 | 1–7 | 0–2 | —   | 1–1 | 3–4 | 1–0 | 0–1 |
| Southampton         | 1–0 | 2–1 | 1–1 | 0–1 | 0–0 | 3–1 | 2–0 | 3–1 | 1–3 | 2–2 | 0–2 | 2–2 | 2–2 | 3–1 | 1–1 | 1–1 | 2–1 | 0–0 | —   | 4–3 | 1–1 | 2–3 |
| Tottenham Hotspur   | 1–0 | 3–4 | 3–1 | 0–0 | 1–3 | 0–0 | 2–1 | 3–0 | 1–1 | 1–0 | 0–0 | 2–1 | 0–1 | 4–2 | 1–0 | 1–4 | 1–1 | 3–1 | 1–2 | —   | 3–1 | 1–2 |
| West Ham United     | 0–2 | 1–0 | 2–0 | 1–2 | 0–1 | 1–0 | 2–2 | 1–1 | 0–0 | 1–0 | 3–0 | 3–0 | 1–1 | 1–3 | 2–2 | 3–1 | 0–0 | 0–2 | 2–0 | 1–2 | —   | 3–0 |
| Wimbledon           | 1–3 | 4–3 | 0–3 | 1–1 | 2–0 | 2–0 | 2–1 | 1–1 | 0–0 | 2–1 | 0–0 | 2–0 | 0–1 | 3–2 | 1–0 | 2–2 | 1–3 | 0–1 | 0–2 | 1–2 | 1–0 | —   |

## Vua phá lưới

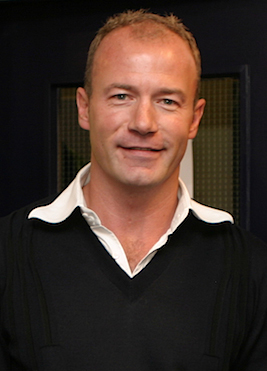
Tiền đạo Alan Shearer của Blackburn là vua phá lưới của giải Ngoại hạng Anh mùa giải 1994-95

| Xếp hạng | Cầu thủ          | Câu lạc bộ                         | Bàn thắng |
| -------- | ---------------- | ---------------------------------- | --------- |
| 1        | Alan Shearer     | Blackburn Rovers                   | 34        |
| 2        | Robbie Fowler    | Liverpool                          | 25        |
| 3        | Les Ferdinand    | Queens Park Rangers                | 24        |
| 4        | Stan Collymore   | Nottingham Forest                  | 22        |
| 5        | Andy Cole        | Newcastle United Manchester United | 21        |
| 6        | Jürgen Klinsmann | Tottenham Hotspur                  | 20        |
| 7        | Matt Le Tissier  | Southampton                        | 19        |
| 8        | Teddy Sheringham | Tottenham Hotspur                  | 18        |
| 8        | Ian Wright       | Arsenal                            | 18        |
| 10       | Uwe Rösler       | Manchester City                    | 15        |
| 10       | Dean Saunders    | Aston Villa                        | 15        |
| 10       | Chris Sutton     | Blackburn Rovers                   | 15        |

## Cầu thủ lập hat-tricks

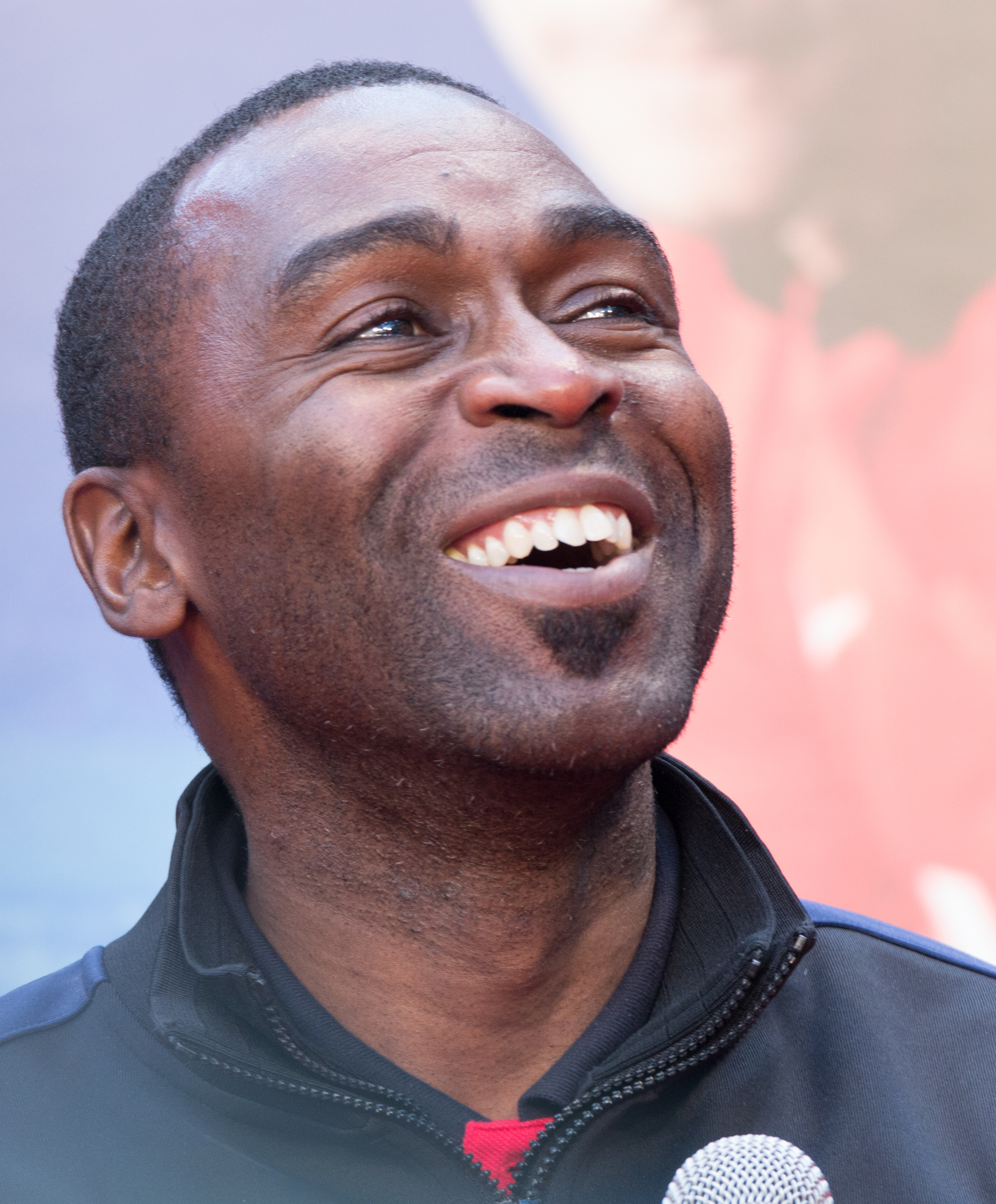
Ngoài việc lập hat-trick, tiền đạo Andy Cole của Manchester United trở thành cầu thủ đầu tiên ghi 5 bàn trong một trận đấu ở Premier League.

| Cầu thủ            | Câu lạc bộ        | Đối thủ             | Kết quả | Ngày                 |
| ------------------ | ----------------- | ------------------- | ------- | -------------------- |
| Chris Sutton       | Blackburn Rovers  | Coventry City       | 4–0 (H) | 27 tháng 8 năm 1994  |
| Robbie Fowler      | Liverpool         | Arsenal             | 3–0 (H) | 28 tháng 8 năm 1994  |
| Andrei Kanchelskis | Manchester United | Manchester City     | 5–0 (H) | 10 tháng 11 năm 1994 |
| Alan Shearer       | Blackburn Rovers  | Queens Park Rangers | 4–0 (H) | 26 tháng 11 năm 1994 |
| Teddy Sheringham   | Tottenham Hotspur | Newcastle United    | 4–2 (H) | 3 tháng 12 năm 1994  |
| Tony Cottee        | West Ham United   | Manchester City     | 3–0 (H) | 17 tháng 12 năm 1994 |
| Alan Shearer       | Blackburn Rovers  | West Ham United     | 4–2 (H) | 30 tháng 10 năm 1994 |
| Alan Shearer       | Blackburn Rovers  | Ipswich Town        | 4–1 (H) | 2 tháng 1 năm 1995   |
| Tommy Johnson      | Aston Villa       | Wimbledon           | 7–1 (H) | 11 tháng 2 năm 1995  |
| Andy Cole5         | Manchester United | Ipswich Town        | 9–0 (H) | 4 tháng 3 năm 1995   |
| Peter Ndlovu       | Coventry City     | Liverpool           | 3–2 (A) | 14 tháng 3 năm 1995  |
| Tony Yeboah        | Leeds United      | Ipswich Town        | 4–0 (H) | 5 tháng 4 năm 1995   |
| Ian Wright         | Arsenal           | Ipswich Town        | 4–1 (H) | 15 tháng 4 năm 1995  |

Note: 5 – cầu thủ ghi 5 bàn thắng; (H) – Sân nhà; (A) – Sân khách

## Top kiến tạo

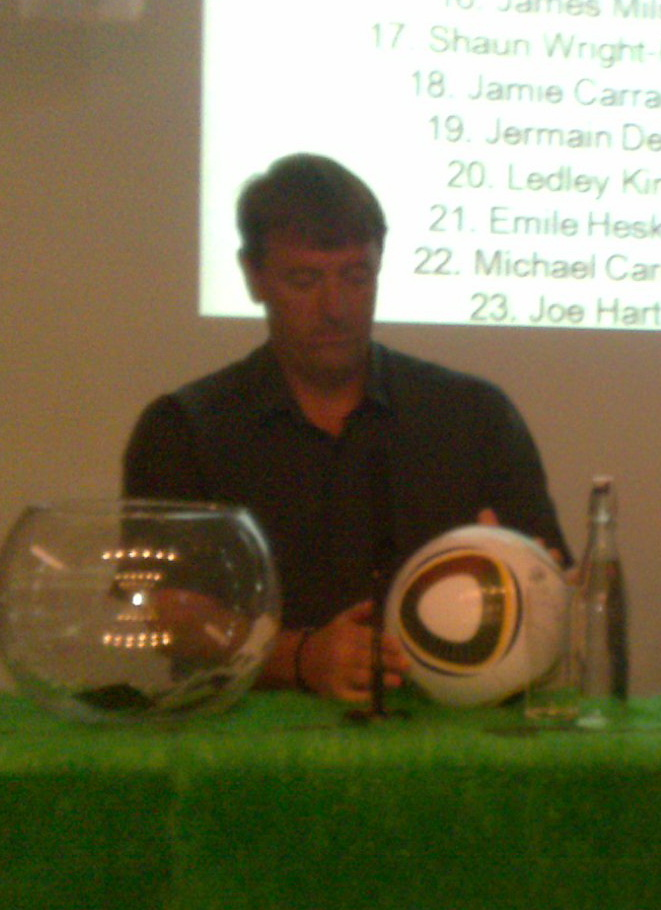
Tiền vệ Matt Le Tissier của Southampton kiến tạo 15 bàn thắng cho câu lạc bộ ở mùa giải Premier League 1994-95.

| Xếp hạng | Cầu thủ          | Câu lạc bộ          | Kiến tạo |
| -------- | ---------------- | ------------------- | -------- |
| 1        | Matt Le Tissier  | Southampton         | 15       |
| 2        | Darren Anderton  | Tottenham Hotspur   | 14       |
| 3        | Alan Shearer     | Blackburn Rovers    | 13       |
| 4        | Ruel Fox         | Norwich City        | 11       |
| 4        | Ryan Giggs       | Manchester United   | 11       |
| 4        | Andy Hinchcliffe | Everton             | 11       |
| 4        | Bryan Roy        | Nottingham Forest   | 11       |
| 8        | Kevin Gallen     | Queens Park Rangers | 10       |
| 8        | Jürgen Klinsmann | Tottenham Hotspur   | 10       |
| 8        | Chris Sutton     | Blackburn Rovers    | 10       |